# Цинцари
Цинцари (Армани, Аромуни, Власи; цинц. Armãnji, Rrãmãnji, Vlahi) су романски народ, који живи на Балканском полуострву. Сами себе на цинцарском језику зову "Арм'н". Живе претежно у северној Грчкој, Албанији, Северној Македонији и Бугарској, а велики број их се одселио са поменутих подручја у Румунију и један број у Србију.
Немају своју државу, а име су добили (и то Тракијски Власи - од Словена) "због њиховог изговора броја "5" - "цинц" уместо "ћинћ" (по дако-влашком језику). Феликс Каниц у својој етнолошкој студији о њима, међу Цинцаре групише и Куцовлахе (Мавровлахе) али примећује: "И уопште се држи, да су они Грци". У Македонији су концентрисани око Битоља, Крушева и Охрида. У прошлости, централно место им је био град Москопоље у источној Албанији.
Српски стручни лист "Тежак" је 1881. године пишући о сточарству, поменуо Куцовлахе или Ашане. Радило се о породици од 24 особе, које су ту близу Рибарске бање, привремено живели у шест земуница. Бавили су се са чувањем стоке (мушкарци) и ткањем вунених ствари (жене). Дошли су са својом стоком, почетком пролећа са југа из околине Прилепа, и ту на врху Јастрепца званом "Равна Гора", су држали једну бачију. Старац Коста Михајловић је причао о својој породичној задрузи, која је имала 600 музних оваца и 200 "јалових", са приде 25 јахаћих коња. Враћали су се ти номади у своју постојбину пред зиму, где ће продавати своје производе.
Било их је у Краљевини Србији 1895. године, у 78 градова (вароши и варошица) само 438 мушких и 252 женских становника, укупно 690 особа Цинцара или 0,04% становништва.
Цинцари говоре цинцарским језиком, који припада романској скупини индоевропске породице језика. Религиозно опредељени Цинцари су углавном православне вероисповести. Некада су били познати по бављењу трговином, екстензивним сточарством (фета сир), угоститељством, итд. Цинцара укупно има око 250.000, од тога у Грчкој 65.000, Румунији 50.000, Албанији 22.000, Македонији 10.000, Бугарској 4.000. У Румунију су се Цинцари преселили, највећим делом у Добруџу, након Првог светског рата где су се као колонисти населили из Егејске Македоније.
Мањи број Цинцара живи и у Србији, где су од стране Републичког завода за статистику службено признати под тим именом, док су у Македонији признати под именом Власи. Према попису становништва 2002. године у Републици Србији живело је 293 припадника цинцарске националности, на попису 2011. године било је 243 Цинцара, а према попису из 2022. године било је 327 Цинцара. У Босни је цинцарска насеобина била село Чипуљић. Иван Фрањо Јукић је записао да је у његово доба у том селу само још по која баба знала цинцарски.
Аделина Паулина Ирби је о Цинцарима записала: Историја Цинцара врло је занимљива... последњих година заведоше се међу њима грчке школе, и Јелини су тако вешти били да их убеде да су они стари маћедонски Грци па само романисани за време царевине римске. Тако они деле с Грцима једне исте симпатије и антипатије и пристају уз фанариотске владике те им помажу да газе словенски живаљ. Лукави, подмукли и услужљиви карактер Цинцара у Турској потире сасвим оно поштовање које би човек иначе имао према њиховоме труду и окретности.
Негативних иступа према Цинцарима је било и после Првог светског рата – један "Политикин" уводник из 1924, њима посвећен, окончава се речима: "Грађани југословенски! Цинцари су на послу, чувајмо се!", на шта је два дана касније одговорено са скепсом ("Да ли Цинцари?").

## Национално осећање Цинцара
У доба када су остали балкански народи развили национални корпус и дефинисали нације, Цинцари су као мања етничка група хришћанске вере учествовали у националним покретима других, блиских, народа. Аутори из XIX века Цинцаре описују на следећи начин:
Цинцари се нису изградили као народ све до 20 века. Њима је недостајало неколико битних елемената које чине неку групу народом (већи број, култура, прошлост, територија и др.) Нису имали своје писмо те, природно, нису израдили ни заједнички књижевни језик. У свом националном осећању они су се међусобно битно разликовали: осећали су се блиским или и исто што и Грци, Македонци, Арбанаси, Срби, Бугари или Румуни. Али било их је који су желели да буду само Цинцари. У једно време осећала се и међу њима тежња да постану народ. To се десило, као и код других народа, у доба просвећености а после француске револуције и устанака грчких и српских. Неколико чињеница указују на овај покрет. Један Цинцарин, Теодор Кавалиотис, москопољски православни свештеник и учитељ (који се упознао са Доситејем Обрадовићем у Венецији), издао је 1770. године тројезични речник - грчки, албански и цинцарски. Други Цинцарин, Данил Москопољац, превео је јеванђеље на цинцарски. Михајло Бојаџић штампао је 1813. граматику маћедонско-цинцарског језика, a пре њега написао је један сасвим млад човек неку врсту историје Цинцара, са жељом да покаже да Цинцари нису „људи последње врсте“, него да имају лепу прошлост, и да су и они народ или, како он каже, „нација“ лепих, можда и изузетних особина.
Ипак народност код Цинцара није играла неку нарочиту улогу, поготово ако се радило о некој другој балканској групи. Док су неке породице у две генерације измениле по две, па и три, па шта више и четири националне идеје а неки појединци направили од национализма објекат од кога су живели, дотле су неки знали бити ватрене националисте и грчке и српске, и бугарске, и румунске; неки од њих постали су у овим групама национални јунаци. Према Грцима их је опредељивала прошлост, према Албанцима и Румунима језик, а према Словенима околина. Њихова је ужа домовина у крају где ће се развити словенска култура, у крају око Охрида.
По попису "Маћедоније" објављеном 1903. године види се да су цинцарска средишта тада: Битољ са 7000 Цинцара, затим Крушево са 4000 и Клисура са 3400 душа. Другде их има много мање; у Охриду (наводном средишту) само 460, Хрупишту 720, Ресену 520, Прилепу 480 итд. У Солуну међутим није записан ни један Цинцарин, такође ни у Серезу, Струмици, Дебру, Струги, Кичеву, Штипу, Тетову, Костуру...
Очевидно су у њиховим насељима становали Словени, али у раније доба. На словенско становништво указују и називи насеља: Влахоклисура, Селица, Трново. Ни утицај нове словенске културе није био тако незнатан.
Први уметнички филм на цинцарском језику био је „Нисам славан, али сам Арман (Цинцар)“ који је режирао Тома Енаке из Румуније.

## Познате личности цинцарског порекла
- Калиопи, певачица
- Капетан Јоргаћ, грчки херој током грчког рата за независност
- Питу Гули, револуционар
- Петар Ичко, дипломата
- Наум Крнар, учесник Првог српског устанка
- Конда Бимбаша, учесник Првог српског устанка
- Милтон и Јанаки Манаки, фотографи
- Димитрије Леко, архитекта
- Јован Леко, генерал
- Ташко Начић, глумац
- Бранислав Нушић (рођ. Алкибијад Нуша), комедиограф (по мајци Србин)
- Лазар Пачу, политичар и лекар, министар финансија Краљевине Србије
- Никола Пашић[14], политичар и предедник владе Краљевине Србије
- Коста Кумануди, градоначелник Београда
- Барон Сина Млађи, банкар и предузетник
- Константин Коча Поповић, политичар и члан КПЈ
- Тоше Проески, певач
- Душан Гојков, песник
- Рига од Фере, грчки револуционар, песник, национални херој, претходник и прва жртва устанка против Османског царства
- Тома Фила, адвокат
- Георги Хаџи, румунски фудбалер
- Симона Халеп, румунска тенисерка